# Kom Ombo
Kom Ombo (arabiska: كوم أمبو, Kawm Umbū) är den näst största staden i det egyptiska guvernementet Assuan, och är belägen 50 kilometer uppför Nilen från staden Assuan. Folkmängden uppgår till cirka 90 000 invånare.
Kom Ombo eller grekiska Ombos var under antiken huvudort för den första provinsen i Övre Egypten, under denna tid var staden ett centrum för guldutvinning och handel med guld. Dess storhetstid inföll under Ptolemeiska dynastin. I modern tid har staden främst varit känd för sockerrörsodling och bomullstillverkning.
Kom Ombo är mest känt för Kom Ombo-templet. Ombo kommer från egyptiskans 'nubt' som betyder guldstaden.